# Michelle Ford
Michelle Ford (n. 15 iulie 1962, Sydney, Noul Wales de Sud, Australia) este o înotătoare ce a reprezentat Australia, medaliată olimpică. A participat la 2 ediții ale Jocurilor Olimpice (1976, 1980) în care a câștigat două medalii de aur și o medalie de bronz.